# Hybrid-Katzenminze
Die Hybrid-Katzenminze (Nepeta × faassenii) ist eine Pflanzenhybride innerhalb der Gattung der Katzenminzen (Nepeta) in der Familie der Lippenblütler (Lamiaceae).

## Merkmale
Die Hybrid-Katzenminze ist eine ausdauernde krautige Pflanze, die Wuchshöhen von 25 bis 50, selten bis 75 Zentimeter erreicht. Die Blattspreite ist schmal eiförmig bis lanzettlich mit gestutztem oder kehligem Grund. Der Kelch ist 5 bis 6 Millimeter lang. Die Krone ist 6 bis 12 Millimeter lang. Die Nüsschen sind vermutlich stets steril.

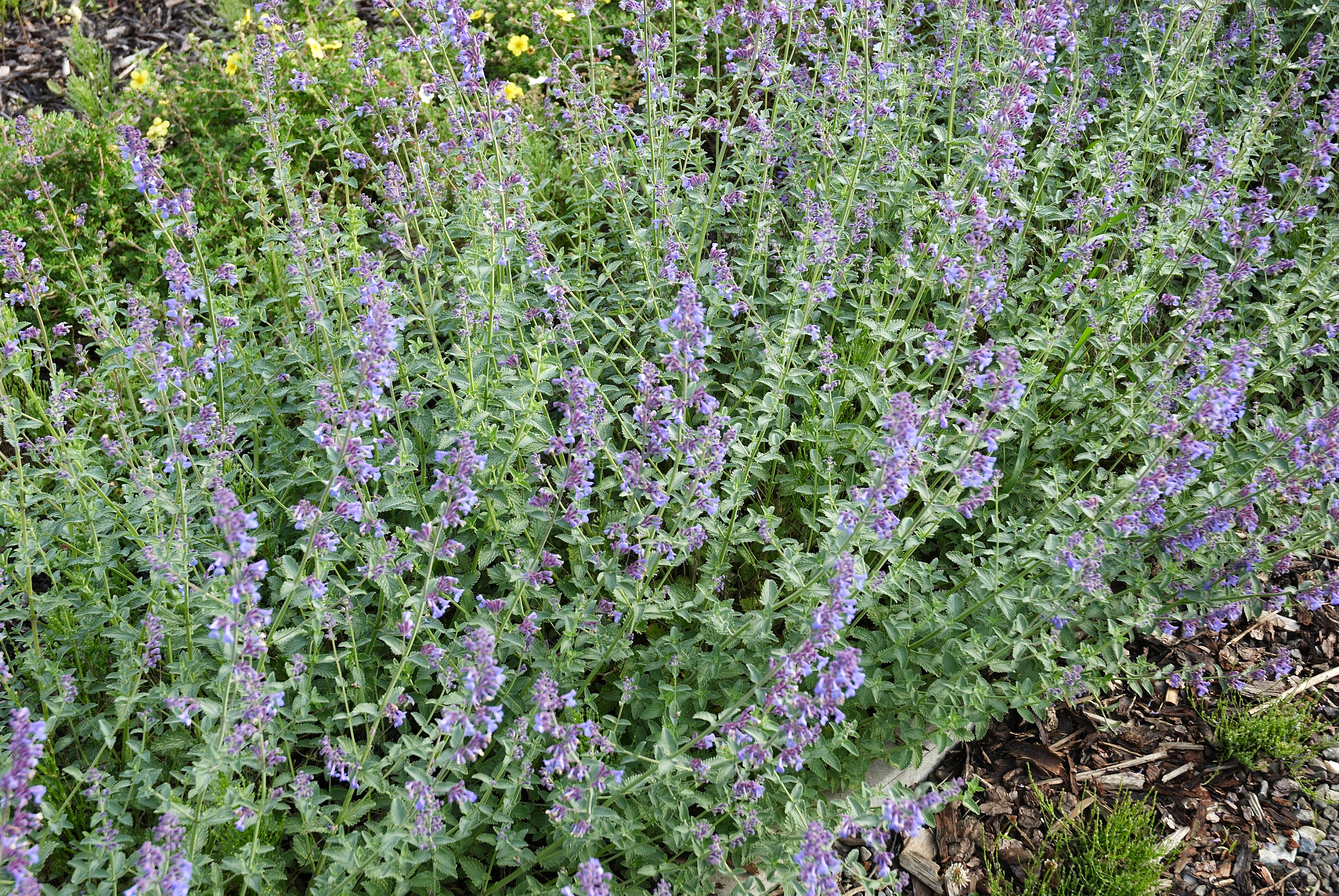

Die Blütezeit reicht von Juni bis September.

## Systematik
Die Hybrid-Katzenminze ist eine 1853 entstandene Hybride aus den beiden Arten Nepeta racemosa und Nepeta nepetella. Sie lässt sich bis heute nur unscharf von den beiden Elternarten abgrenzen. Das Artepitheton ehrt den niederländischen Pflanzenzüchter Johannes Hubertus Faassen (1892–1963).

## Nutzung
Die Sorten der Hybrid-Katzenminze werden zerstreut als Zierpflanze in Rabatten und Eingrenzungen genutzt. Aus Anpflanzungen heraus verwildern sie besonders im Siedlungsraum und bürgern sich ein, wie z. B. in Nordrhein-Westfalen.

## Belege
- Eckehart J. Jäger, Friedrich Ebel, Peter Hanelt, Gerd K. Müller (Hrsg.): Rothmaler Exkursionsflora von Deutschland. Band 5: Krautige Zier- und Nutzpflanzen. Spektrum Akademischer Verlag, Berlin Heidelberg 2008, ISBN 978-3-8274-0918-8.